# Tenzin Namgyal Tethong

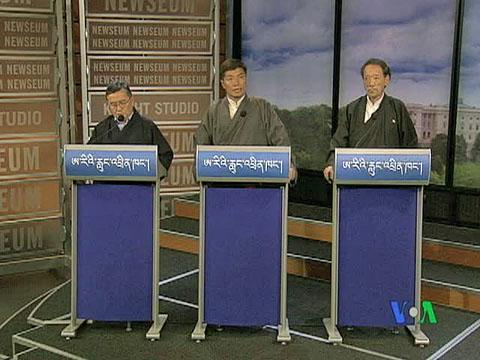
Tenzin Namgyal Tethong, Lobsang Sangay, et Tashi Wangdi – face à face dans un débat télévisé international à Washington, 1er mars 2011

Tenzin Namgyal Tethong (tibétain : བསྟན་འཛིན་རྣམ་རྒྱལ་བཀྲས་མཐོང, Wylie : bstan 'dzin rnam rgyal bkras mthong)  ou Tenzin Tethong, né en 1948 à Lhassa, est un homme politique tibetain. Il enseigne actuellement dans le département d'histoire de l'université Stanford où il est membre distingué pour la chaire Tibetan Studies Initiative. Il est aussi membre du comité executif de CCARE (Center for Compassion & Altruism Research and Education), une initiative de la Stanford School of Medicine via le Stanford Institute for Neuro-Innovation and Translational Neurosciences,,. 

## Biographie
Né à Lhassa, il accompagne sa famille à Mussoorie lors de l'exode tibétain de 1959.  
Il a commencé ses activités au sein de la communauté tibétaine en exil en tant qu'étudiant et enseignant dans la première école de réfugiés tibétains, à Mussoorie.
En 1967, il a rejoint le ministère de l'éducation en tant que secrétaire et traducteur. 
Il a fondé la Campagne internationale pour le Tibet,.
Avec son frère Tenzin Geyche Tethong et un ami Kasur Sonam Topgyal, il a fondé le journal tibétain Sheja, en octobre 1968 à McLeod Ganj.  
Entre 1970 et 1972, Tenzin Namgyal Tethong fut rédacteur en chef du magazine tibétain Tibetan Review.
Il dirigea la seconde mission d'enquête au Tibet qui s'est rendu également en Chine en 1980. 
Il a été représentant du dalaï-lama à New York entre 1973 et 1986 et son représentant spécial à Washington entre 1987 et 1990. 
Il fut un des organisateurs de la Conférence de la jeunesse tibétaine qui mena à la formation du congrès de la jeunesse tibétaine et fut un des membres de son premier comité exécutif.
En 1990, il fut l'un des trois ministres élus par un Congrès special des Tibétains en exil à Dharamsala, responsables de différents ministères (économie, intérieur, sécurité, relations internationales et premier ministre) pendant 5 ans. 
Il a été premier ministre du gouvernement tibétain de 1993 à 1996.  
Il a été conseillé pour le film Sept ans au Tibet.
Il est le président fondateur de la fondation du Dalaï Lama. 
Il est candidat à l'élection du premier ministre du gouvernement tibétain en exil de 2011.